# Stadio delle Alpi
Het Stadio Delle Alpi (Nederlands: Alpenstadion) was het stadion van de voetbalclubs Juventus en Torino FC in Turijn (Italië). Het stadion is genoemd naar de Alpen, het gebergte waar Turijn aan de voet ligt. Het stadion had een capaciteit van 69.041 toeschouwers.

## Geschiedenis
Het stadion werd voor het Wereldkampioenschap voetbal in 1990 gebouwd. Tijdens dat WK zijn enkele wedstrijden in dit stadion gespeeld, waaronder een halve finale. Hierna verruilden Juventus en Torino FC het oude en kleinere Stadio Comunale (Stadio Grande Torino) voor het nieuwe Stadio Delle Alpi.

### Afbraak
Vanwege de impopulariteit van het te grote stadion speelden, tussen het seizoen 2006-2007 en 2010-2011, zowel Juventus als Torino in het vroegere stadion Stadio Grande Torino, hetwelke werd hernoemd en compleet gerenoveerd voor de Olympische Winterspelen van Turijn in februari 2006. In december 2008 begon men met het slopen van het Stadio Delle Alpi, waar sinds maart 2009 op dezelfde plaats het nieuwe Juventus Stadium werd gebouwd.. Vanaf het seizoen 2011-2012 speelt de Oude Dame in het nieuwe stadion, dat 41.000 zitplaatsen heeft; Torino FC speelt in het Stadio Grande Torino.

## WK interlands
| № | Datum        | Wedstrijd                 | Uitslag       | Competitie               | Toeschouwers |
| - | ------------ | ------------------------- | ------------- | ------------------------ | ------------ |
| 1 | 10 juni 1990 | Brazilië – Zweden         | 2 – 1         | WK 1990 - Groepsfase (C) | 62.628       |
| 2 | 16 juni 1990 | Brazilië – Costa Rica     | 2 – 0         | WK 1990 - Groepsfase (C) | 58.007       |
| 3 | 20 juni 1990 | Brazilië – Schotland      | 1 – 0         | WK 1990 - Groepsfase (C) | 62.502       |
| 4 | 25 juni 1990 | Brazilië – Argentinië     | 0 – 1         | WK 1990 - Achtste finale | 61.381       |
| 5 | 4 juli 1990  | West-Duitsland – Engeland | 1 – 1 (4 – 3) | WK 1990 - Halve finale   | 62.628       |